# Droga wojewódzka nr 200
Droga wojewódzka nr 200 (DW200) – droga wojewódzka w województwie  kujawsko-pomorskim o długości ok. 0,8 km, łącząca stację kolejową w Cierpicach z drogą krajową nr 10.